# 2011年智利空軍C-212墜毀事件
2011年9月2日晚间，智利空军一架CASA－C212运输机试图在胡安·費爾南德斯群島机场降落时与控制台失去联系。机上21名乘客全部遇难，其中5人是智利国家电视台震后重建摄制组人员，包括智利著名电视主持人菲利佩·坎米罗阿噶。出事前飞机曾两次试图在胡安·費南德茲机场降落均未成功，随后控制塔与飞机失去联系。